# Lucicutia polaris
Lucicutia polaris är en kräftdjursart som beskrevs av Brodsky 1950. Lucicutia polaris ingår i släktet Lucicutia och familjen Lucicutiidae. Inga underarter finns listade i Catalogue of Life.